# Notre-Dame-des-Sept-Douleurs
Pour les articles homonymes, voir Notre-Dame-des-Sept-Douleurs (homonymie).
Notre-Dame-des-Sept-Douleurs est une municipalité de paroisse canadienne de moins de 100 habitants située dans l'Est du Québec au Bas-Saint-Laurent. La municipalité est souvent appelée « L'Île Verte » parce que son territoire est composée de l'île Verte dans le fleuve Saint-Laurent, mais, en fait, la municipalité de L'Isle-Verte est située en face sur la berge et n'a rien d'insulaire. Elle a été créée en 1874 par le détachement de la paroisse de La Décollation-de-Saint-Jean-Baptiste qui est aujourd'hui fusionnée à L'Isle-Verte.

## Toponymie
Le nom de la municipalité de paroisse est en l'honneur de Notre-Dame des Douleurs. La municipalité est souvent appelée « L'Île Verte » parce qu'elle est située sur l'île Verte ce qui entraîne de la confusion avec la municipalité de L'Isle-Verte située sur la berge en face de l'île. D'ailleurs, cette variante a été reprise par le conseil de municipal qui officialisa en 1986 le gentilé de Verdoyant et de Verdoyante pour les habitants de la municipalité,.

## Géographie
Le territoire de Notre-Dame-des-Sept-Douleurs correspond à celui de l'île Verte au large de la berge sud du fleuve Saint-Laurent. Elle est située à 240 km au nord-est de Québec et à 460 km au sud-ouest de Gaspé. Les villes importantes près de Notre-Dame-des-Sept-Douleurs sont Rivière-du-Loup à 40 km et La Pocatière à 100 km au sud-ouest ainsi que Trois-Pistoles à 30 km au nord-est. Son territoire couvre une superficie de 11,18 m2.
La municipalité de paroisse de Notre-Dame-des-Sept-Douleurs est située dans la municipalité régionale de comté de Rivière-du-Loup dans la région administrative du Bas-Saint-Laurent.

## Histoire
L'histoire de l'île Verte remonte à celle de la seigneurie de l'Île-Verte concédée pour la première fois en 1684. L'île est aussi mentionnée dans les Relations des Jésuites datant de 1663 qui relate que le père Henri Nouvel y séjourne une dizaine de jours à la suite d'un naufrage.
La municipalité de paroisse de Notre-Dame-des-Sept-Douleurs est créée par le détachement de la municipalité de paroisse de La Décollation-de-Saint-Jean-Baptiste, plus connue sous le nom de municipalité de paroisse de Saint-Jean-Baptiste-de-l'Isle-Verte, le 18 novembre 1874. Le 18 novembre correspond au jour de la fête de Notre-Dame des Douleurs dans le calendrier liturgique romain. Cependant, l'année 1912 est souvent reconnue comme étant celle de la création de la municipalité puisque c'est le 15 février de cette année que le conseil municipal se réunit pour la première fois.

## Démographie
| 1996 | 2001 | 2006 | 2011 | 2016 | 2021 |
| ---- | ---- | ---- | ---- | ---- | ---- |
| 42   | 44   | 62   | 49   | 36   | 71   |

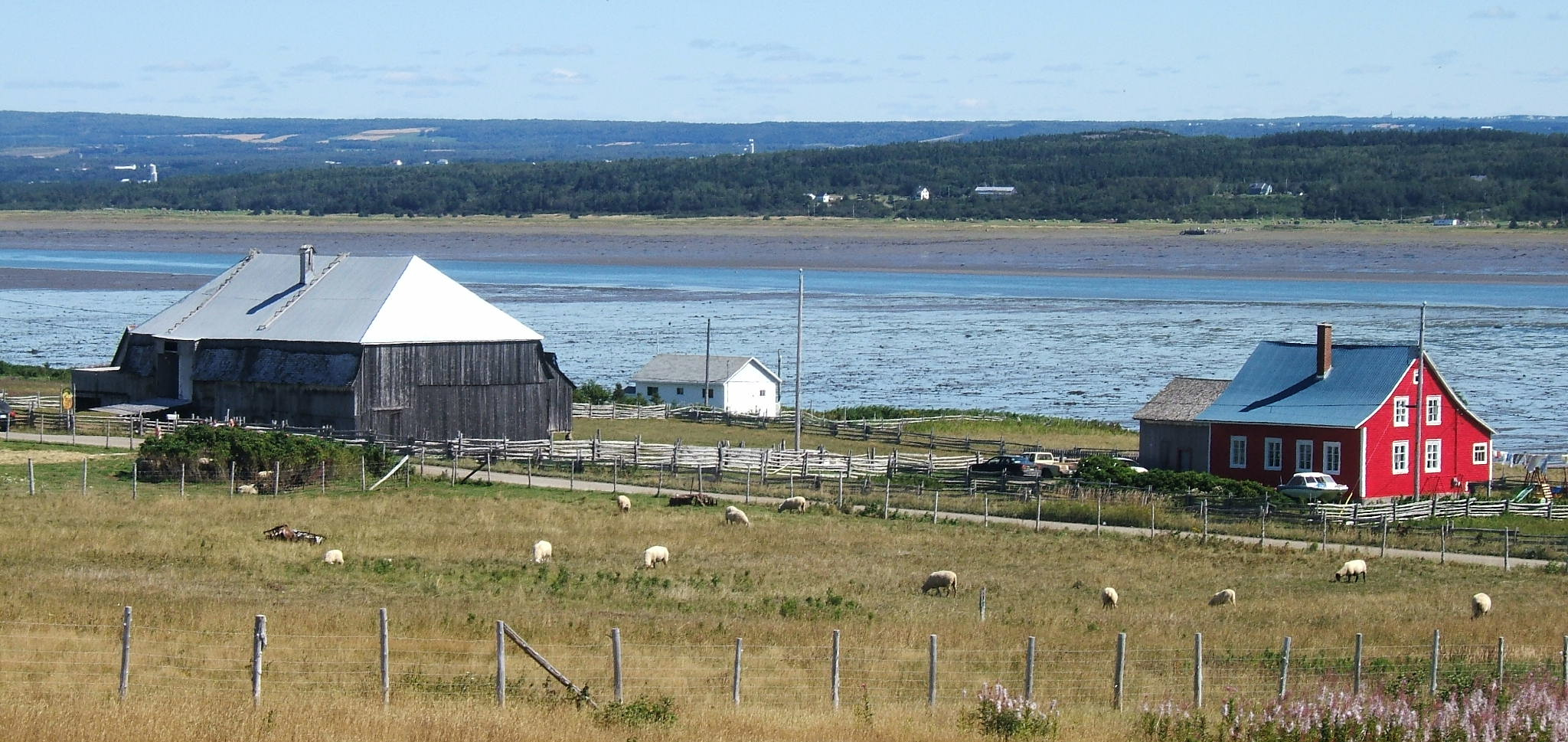
Aperçu de la municipalité de Notre-Dame-des-Sept-Douleurs.

Selon Statistiques Canada, la population de Notre-Dame-des-Sept-Douleurs était de 49 habitants en 2011.
2006
La population de Notre-Dame-des-Sept-Douleurs a connu une croissance démographique de 40,9 % entre 2001 et 2006. En effet, la population y était de 44 habitants en 2001. L'âge médian de la population verdoyante est de 51,5 ans.
Le nombre total de logements privés dans la paroisse est de 89. Cependant, seulement 35 de ces logements sont occupés par des résidents permanents. Tous les logements de Notre-Dame-des-Sept-Douleurs sont des maisons individuelles.
Statistiques Canada ne recense aucun immigrant à Notre-Dame-des-Sept-Douleurs. Toute la population a le français comme langue maternelle. Il n'y a personne qui maitrise l'anglais à Notre-Dame-des-Sept-Douleurs. Statistiques Canada ne recense aucun autochtone à Notre-Dame-des-Sept-Douleurs.
Le taux de chômage dans la municipalité était de 0 en 2005.
Toute la population de 15 ans et plus de Notre-Dame-des-Sept-Douleurs possède un diplôme d'éducation. 55,6 % de la population a un diplôme de niveau universitaire. Tous les habitants de Notre-Dame-des-Sept-Douleurs ont effectué leurs études à l'intérieur du Canada. Le principal domaine d'étude des Verdoyants est l'éducation.

## Administration
Le conseil municipal de Notre-Dame-des-Sept-Douleurs est composé d'un maire et de quatre conseillers qui sont élus en bloc à tous les quatre ans sans division territoriale.
| Mandat    | Fonction    | Nom                           |
| --------- | ----------- | ----------------------------- |
| 2017-2021 | Mairesse    | Louise Newbury                |
| 2017-2021 | Conseillers |                               |
| 2017-2021 | #1          | Charles Méthé                 |
| 2017-2021 | #2          | André-Pierre Contandriopoulos |
| 2017-2021 | #3          | Léonce Tremblay               |
| 2017-2021 | #4          | Carol Caron                   |

### Liste des maires
| Période         | Période         | Identité             | Étiquette | Qualité |
| --------------- | --------------- | -------------------- | --------- | ------- |
| 1912            | 1917            | Aucun maire          |           |         |
| 1917            | 1925            | Georges Michaud      |           |         |
| 1925            | 1927            | Joseph Fraser        |           |         |
| 1927            | 1939            | Joseph Michaud       |           |         |
| 1939            | 1950            | Joseph Fraser        |           |         |
| 1950            | 14 janvier 1963 | Isidore Lévesque     |           |         |
| 14 janvier 1963 | Janvier 1967    | Jean-Louis Dionne    |           |         |
| Janvier 1967    | 28 octobre 1973 | Raymond Caron        |           |         |
| 28 octobre 1973 | 4 novembre 1979 | Gérard Ouellet       |           |         |
| 4 novembre 1979 | 27 août 1982    | Gérald B. Dionne     |           |         |
| 27 août 1982    | 23 octobre 1983 | Louis Langlois       |           |         |
| 23 octobre 1983 | 12 juin 1985    | Marcelle Cyr Ouellet |           |         |
| 12 juin 1985    | Novembre 1995   | Jacques Fraser       |           |         |
| Novembre 1995   | Novembre 1999   | Léopold Fraser       |           |         |
| Novembre 1999   | Novembre 2003   | Magella Fraser Caron |           |         |

| Notre-Dame-des-Sept-Douleurs Maires depuis 2003                                                                      |                |         |          |
| Élection | Maire          | Qualité | Résultat |
| 2003 | Gilbert Delage |         | Voir     |
| 2005 | Gilbert Delage | Voir    |          |
| 2009 | Gilbert Delage | Voir    |          |
| 2013 | Léopold Fraser |         | Voir     |
| 2017 | Louise Newbury |         | Voir     |
| 2021 | Louise Newbury | Voir    |          |
| Élection partielle en italique Depuis 2005, les élections sont simultanées dans toutes les municipalités québécoises |                |         |          |

## Économie
La principale activité économique de Notre-Dame-des-Sept-Douleurs est la pêche. Plusieurs fumoirs à poissons sont présents dans la paroisse.

## Attraits

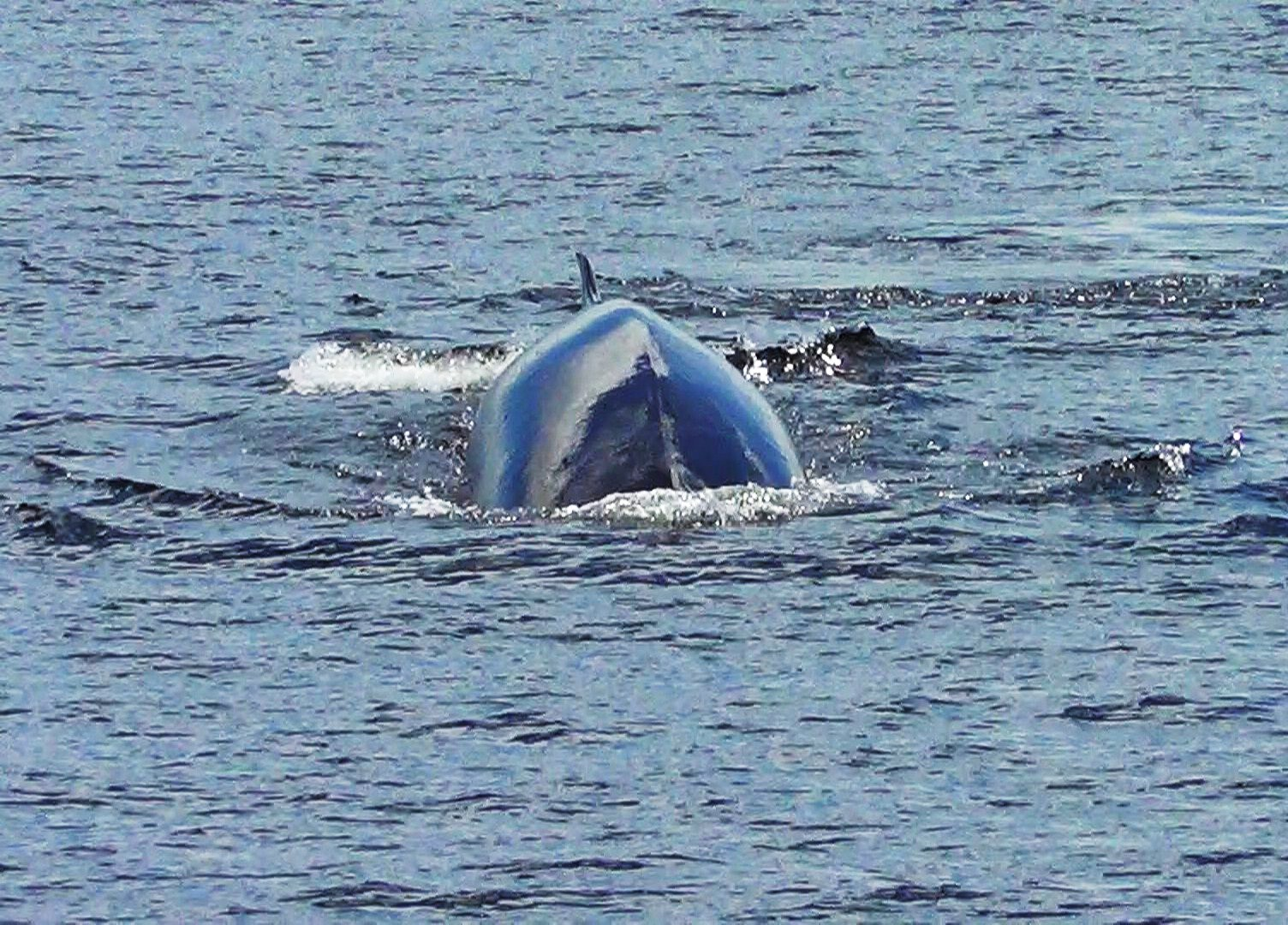
Baleine près de Notre-Dame-des-Sept-Douleurs.

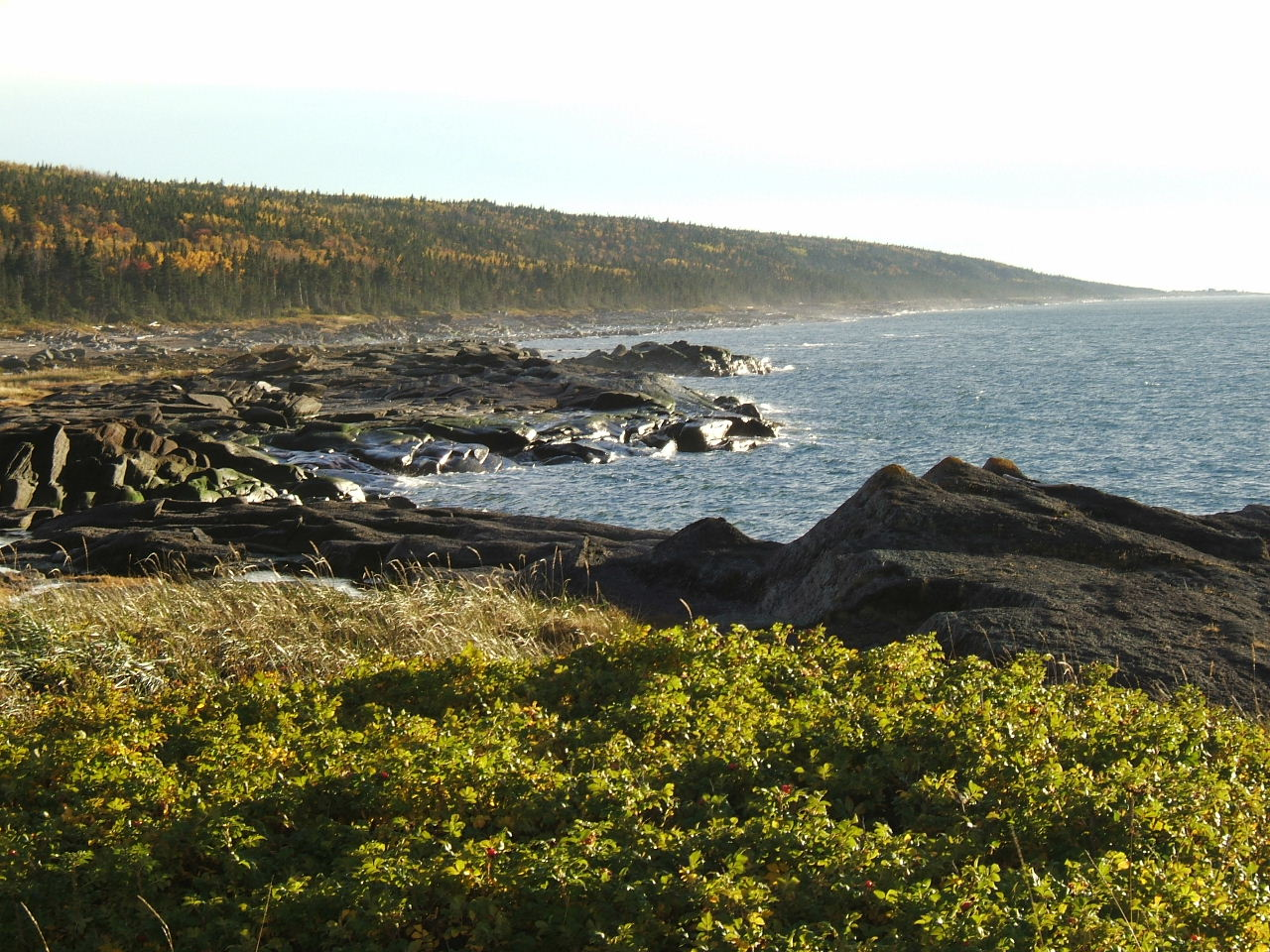
Littoral nord de l'île Verte.

L'isolement a permis de conserver intact un patrimoine architectural de grande qualité comme le phare de l'île Verte et un paysage rural d'un autre âge qui attirent de plus en plus de touristes.

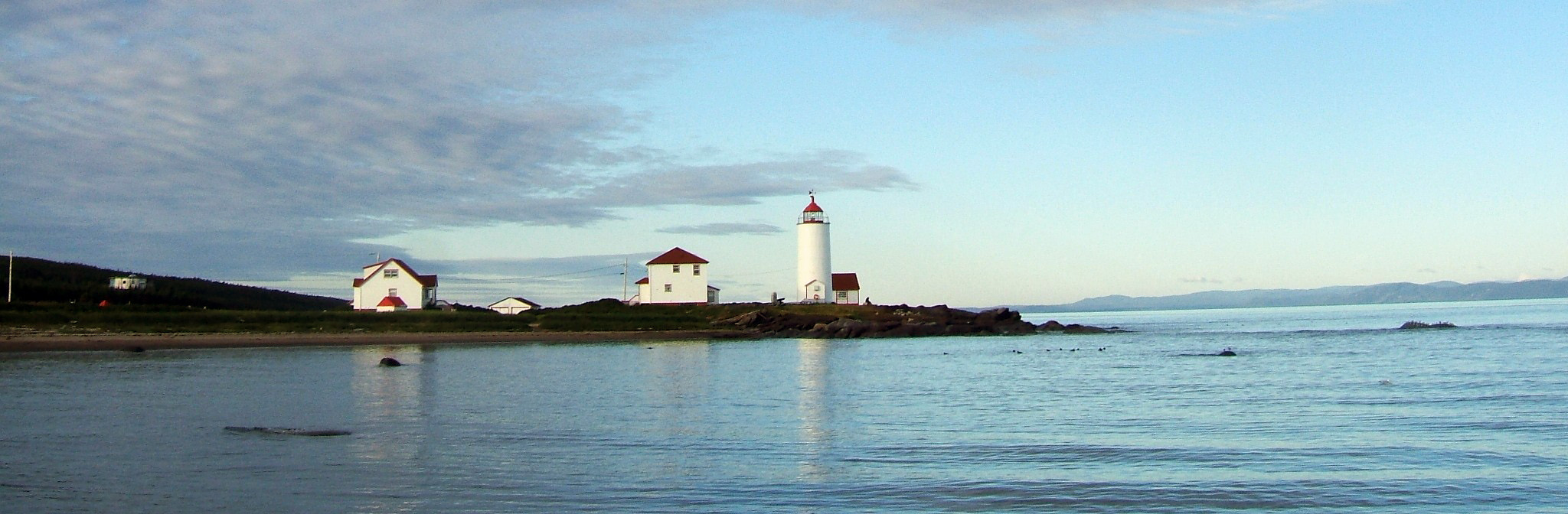
Vue du phare de l'île Verte situé sur la rive nord de l'île.